# Iapir britskii
Iapir britskii is een keversoort uit de familie Torridincolidae. De wetenschappelijke naam van de soort is voor het eerst geldig gepubliceerd in 1967 door Reichardt & Costa.